# Geraldo Scarpone Caporale
Geraldo D. Joseph Scarpone Caporale OFM (ur. 1 października 1928 w Watertown, zm. 29 października 2016) – amerykański duchowny katolicki posługujący w Hondurasie, biskup diecezjalny Comayagua 1979-2004.

## Życiorys
Święcenia kapłańskie otrzymał 24 czerwca 1956.
15 stycznia 1979 papież Jan Paweł II mianował go biskupem koadiutorem Comayagua. 21 lutego tego samego roku z rąk arcybiskupa Gabriela Montalvo Higuera przyjął sakrę biskupią. 30 maja 1979 objął obowiązki biskupa diecezjalnego. 21 maja 2004 ze względu na wiek na ręce papieża Jana Pawła II złożył rezygnację z zajmowanej funkcji.
Zmarł 29 października 2016.